# Aubervilliers
Aubervilliers és un municipi francès, situat al departament de Sena Saint-Denis i a la regió de l'Illa de França. L'any 2005 tenia 71.600 habitants.
Forma part del cantó d'Aubervilliers i del districte de Saint-Denis. I des del 2016, de la divisió Plaine Commune de la Metròpoli del Gran París.
És un centre industrial situat a l'aglomeració suburbana de París travessat pel canal Saint-Denis.